# أحدب البذر
أحدب البذر (الاسم العلمي: Cyphosperma)، جنس نباتات مُزهرة من فصيلة النخلية، موطنه جزر المحيط الهادئ. يضم الأنواع التالية
- Cyphosperma balansae (Brongn.) H.Wendl. ex Salomon - كاليدونيا الجديدة
- Cyphosperma naboutinense Hodel & Marcus - فيجي
- Cyphosperma tanga (H.E.Moore) H.E.Moore - فيجي
- Cyphosperma trichospadix (Burret) H.E.Moore - فيجي
- Cyphosperma voutmelensis Dowe - فانواتو